# 彼得·迪安
彼得·斯威策·迪安（英語：Peter Sweetser Dean，1951年3月6日—），美国男子帆船运动员。他曾代表美国参加1972年夏季奥林匹克运动会帆船比赛，联同格伦·福斯特获得一枚铜牌。